# 6,7-다이메틸-8-리비틸루마진
6,7-다이메틸-8-리비틸루마진(영어: 6,7-dimethyl-8-ribityllumazine)은 리보플라빈의 전구물질이다. 6,7-다이메틸-8-리비틸루마진은 리보플라빈 생성효소에 의해 촉매된다.